# Sukkó
Sukkó - Сукко (rus) és un poble del krai de Krasnodar, a Rússia. Es troba a la desembocadura del riu Sukkó, a la vora nor-oriental de la mar Negra. És a 12 km al sud-est d'Anapa i a 128 km a l'oest de Krasnodar. Pertany al possiólok de Supsekh.
El 2010 tenia 3.156 habitants.
A les dècades del 1960 i 1970 s'hi van fer diverses infraestructures per fomentar el turisme de platja.